# Crittenden County, Kentucky
Crittenden County är ett administrativt område i delstaten Kentucky, USA, med 9 315 invånare. Den administrativa huvudorten (county seat) är Marion. 

## Geografi
Enligt United States Census Bureau så har countyt en total area på 961 km². 938 km² av den arean är land och 23 km² är vatten. 

### Angränsande countyn
- Union County - nord
- Webster County - nordost
- Caldwell County - sydost
- Lyon County - syd
- Livingston County - väst
- Hardin County, Illinois - nordväst